# Уеначи (река)
Уеначи е река в САЩ в щата Вашингтон, която води началото си от езерото Уеначи и тече на югоизток 85 km, и се влива в река Колумбия северно от Уеначи, Вашингтон. По своя път тя преминава през градовете Плейн, Лийвънуърт, Пешастин, Драйдън, Кашмир, Монитор, и Уеначи, всички намиращи се в окръг Челан. Реката привлича любителите на каране на каяк рафтинг и туристи.
По-големи притоци са Чиуауа, Нейсън Крийк. Пишастин Крийк, Айсикъл Крийк. Нейният водосборен басейн е 3450 km2.

## История
Историческа граница между окръг Оканоган и окръг Kититас, реката преминава през центъра на окръг Челан след създаването им около 1899 г.
Водата от Уеначи и нейните притоци е използвана за поливане от 1891 г. Има два малки язовира на реката, единият е язовир Тъмуотър Каньон, разположен на запад от Лийвънуърт, а вторият язовир – Драйдън близо до град Драйдън. Язовирът Тюмуотър Каньон първоначално е предвиден за захранване на 3,2 km – дългият железопътен тунел в близост до Стивънс Пас, където влаковете преминават през Каскадните планини, по-късно (1928 г.) започва да се използва за захранване на електрифицираната жп линия от Уеначи до Скикомиш.

## Замърсяване
Токсични химикали, които са забранени преди десетилетия във Вашингтон, продължават да съществуват в околната среда и остават заплаха за хората и природата според новите изследвания на Министерството на екологията на щата Вашингтон. През 2007 г. Министерство на здравеопазването на щата съветва да не се яде риба от реката след Лийвънуърт до вливането ѝ в Колумбия поради високо съдържание на отровни вещества.